# Anton Spieker
Anton Spieker (ur. 7 marca 1989 w Berlinie) – niemiecki aktor teatralny, filmowy i telewizyjny, nominowany do niemieckiej nagrody Deutscher Filmpreis za rolę Martina w familijnym dramacie historycznym Przed tobą wyboista droga (niem. Von jetzt an kein Zurück) z 2014 roku u boku Bena Beckera. Występował w teatrach: Europäische Theaterinstitut Berlin (2008–2009), Hochschule für Schauspielkunst „Ernst Busch” (2009–2014), Deutsches Theater Berlin (2012–2013), Hans Otto Theater w Poczdamie (2014–2015) i Schlosspark Theater (2017).

## Wybrana filmografia

### Filmy fabularne
- 2012: Das Problem des Schnellstfluges (film krótkometrażowy) jako Lothar Sieber
- 2014: Von jetzt an kein Zurück jako Martin
- 2014: Fünf Minuten Freundschaft (Pięć minut milczenia, film krótkometrażowy) jako żołnierz Ralf
- 2015: Szczęście Hansa (Hans im Glück, TV) jako Hans
- 2015: Viktoria (film krótkometrażowy) jako Michael
- 2017: So auf Erden (TV) jako Lennard
- 2018: 303 jako Jan[7]

### Seriale telewizyjne
- 2013: SOKO Wismar jako Rem Larsen
- 2014: SOKO Leipzig jako Dennis Vösskamp
- 2014: SOKO Stuttgart jako Sven Weinzierl
- 2015: Schuld nach Ferdinand von Schirach jako policjant Reuter
- 2015: Der Kriminalist jako Daniel Kastrup
- 2016: SOKO Leipzig jako Philipp Glaser / Lukas Lischka
- 2017: Telefon 110 (Polizeiruf 110: Muttertag) jako Enrico Schoppe
- 2018: Tatort: Mord ex Machina (Miejsce zbrodni) jako Marco Fichte